# Phoenix Suns 1995-1996
La stagione 1995-96 dei Phoenix Suns fu la 28ª nella NBA per la franchigia.
I Phoenix Suns arrivarono quarti nella Pacific Division della Western Conference con un record di 41-41. Nei play-off persero al primo turno con i San Antonio Spurs (3-1).

## Roster
| N° | Naz.                   | Ruolo | Sportivo         | Anno | Alt. | Peso |
| -- | ---------------------- | ----- | ---------------- | ---- | ---- | ---- |
| 2  | Stati Uniti (bandiera) | AC    | Elliot Perry     | 1969 | 183  | 68   |
| 4  | Stati Uniti (bandiera) | G     | Michael Finley   | 1973 | 201  | 98   |
| 7  | Stati Uniti (bandiera) | G     | Kevin Johnson    | 1966 | 185  | 82   |
| 8  | Stati Uniti (bandiera) | A     | Mario Bennett    | 1973 | 198  | 107  |
| 10 | Stati Uniti (bandiera) | A     | David Wood       | 1964 | 206  | 103  |
| 11 | Stati Uniti (bandiera) | G     | Wesley Person    | 1971 | 198  | 88   |
| 14 | Stati Uniti (bandiera) | G     | Terrence Rencher | 1973 | 191  | 84   |
| 14 | Stati Uniti (bandiera) | G     | Tony Smith       | 1968 | 191  | 84   |
| 15 | Stati Uniti (bandiera) | AC    | Danny Manning    | 1966 | 208  | 104  |
| 18 | Stati Uniti (bandiera) | AC    | Hot Rod Williams | 1962 | 211  | 98   |
| 23 | Stati Uniti (bandiera) | AC    | Wayman Tisdale   | 1964 | 206  | 109  |
| 34 | Stati Uniti (bandiera) | A     | Charles Barkley  | 1963 | 198  | 114  |
| 35 | Stati Uniti (bandiera) | C     | Joe Kleine       | 1962 | 211  | 116  |
| 40 | Stati Uniti (bandiera) | C     | John Coker       | 1971 | 213  | 115  |
| 43 | Stati Uniti (bandiera) | G     | Chris Carr       | 1974 | 196  | 94   |
| 45 | Stati Uniti (bandiera) | AC    | A.C. Green       | 1963 | 206  | 100  |
| 51 | Italia (bandiera)      | C     | Stefano Rusconi  | 1968 | 206  | 109  |

## Staff tecnico
- Allenatori: Paul Westphal (14-19) (fino al 16 gennaio)[1], Cotton Fitzsimmons (27-22)
- Vice-allenatori: Paul Silas, Donn Nelson
- Preparatore atletico: Joe Proski
- Assistente preparatore: Aaron Nelson
- Preparatore fisico: Robin Pound